# Iracema Arditi
Iracema Arditi (* 1. Februar 1924 in São Paulo, Brasilien; † 4. Oktober 2006 ebenda) war eine brasilianische Malerin der Richtung Naive Malerei.

## Leben und Werk
Arditi arbeitete als Journalistin, Model, Sekretärin und Flugbegleiterin, bevor sie 1951 begann als Autodidaktin zu malen. 1952 heiratete sie den Journalisten Guy Arditi, der die Filiale der Nachrichtenagentur France Press in São Paulo leitete. Im Atelier-Abstração in São Paulo begann sie 1955 künstlerisch tätig zu sein. 1972 entstand  mit einer Sammlung von 300 Gemälden in São Paulo das Museo do Sol, das erste Museum für naive Kunst in Brasilien und Lateinamerika, welches Arditi 1978 der Stadt Penápolis stiftete. 1985 wurde sie vom französischen Kulturministerium zum Chevalier des Arts et Lettres ernannt. Neben Einzelausstellungen nahm sie an zahlreichen Gemeinschaftsausstellungen in Brasilien und im Ausland teil. 1998 wurde sie auf der Biennale der brasilianischen Naif-Kunst ausgezeichnet.

## Einzelausstellungen (Auswahl)
- 1965: Casa da Cultura Francesa, São Paulo, Brasil
- 1965: Galeria Herbinet, Paris
- 1966: Galeria Vernon, Rio de Janeiro
- 1967: Galeria II Carpine, Rom
- 1967: Galeria Antoinette, Paris
- 1968:  Galeria Cosme Velho, São Paulo
- 1969:  Galeria Camille Renault, Paris
- 1970:  Galeria Séraphine, Paris
- 1970: Galeria Petite, Rio de Janeiro
- 1971: Galeria Cosme Velho, São Paulo
- 1972: Galeria Barcinski, Rio de Janeiro, Brasil
- 1973: Galeria Azulão, Guarujá
- 1974: Museu Henri Rousseau, Laval, Frankreich
- 1974: Galeria Debret, Paris
- 1975: Galeria Documenta, São Paulo
- 1976:  Galeria Jardim das Artes, São Paulo
- 1976: Galeria "Le Petit Trésor", Bâle, Schweiz
- 1977: Centro Cultural Brasil-Estados Unidos,  Santos, Brasilien
- 1977: Galeria Karlen Gugelmeier, Montevideo
- 1978:  Galeria Spacio – Punta del Este, Uruguay
- 1978: Galeria de Arte Academus, São Paulo
- 1981: Galeria de Arte André – São Paulo
- 1982: Museu do Sol – Penápolis, São Paulo
- 1983: Galeria de Arte André – São Paulo
- 1986: Galeria Contemporânea, Ribeirão Preto
- 1990: Espaço Cultural O.P., Lyon
- 1990: Maison de L'Unesco, Paris
- 1990: Galeria Zangbieri, Bâle, Schweiz
- 1992: Espaço Cultural Accueil et Rencontre, Lyon
- 1992: Maison de France – Cultura Francesa, Lyon
- 1994: Universität Heidelberg, Heidelberg
- 1996: Banco Central do Brasil, São Paulo
- 1997: Galeria Choice, São Paulo
- 1998: Bienal de Arte Naif Brasileira, Piracicaba, São Paulo
- 1999: Papéis Preciosos: Santo Domingo, Dominikanische Republik